# Héloïse Le Guern
Héloïse Le Guern est une cavalière française de concours complet d'équitation. Également dresseuse et éleveuse de chevaux, elle concourt dans différentes disciplines d'équitation depuis ses quatre ans.

## Études
Héloïse Le Guern intègre le Pôle France Jeune de Saumur, elle y passe deux diplômes lors de ses premières années et valide au bout de quatre ans une licence de management des établissements équestres.

## Carrière et Palmarès
Concourant pour ses premières compétitions à l'âge de quatre ans, Héloïse Le Guern a porté jusqu'en 2015 la double casquette de compétitrice de pony games et de Concours Complet d'équitation. Passé cette date, elle choisit de se consacrer uniquement au CCE pour la compétition. Elle gagne plusieurs trophées dans cette discipline : en 2014, elle est championne d'Europe Poney par équipe. Puis en 2017 elle gagne un Concours Complet International (CCI) 2* en Italie. En 2018, elle est ouvreuse de l'épreuve de dressage au Mondial du Lion.
Le 23 octobre 2021, elle chute lors de sa première participation au mondial du Lion d'Angers, mais se remet et quitte l'hôpital six jours plus tard.
En 2022, qui est pour elle une « année charnière », elle participe au CCIO 4*-S de Pratoni del Vivaro puis devient championne du monde U25 (moins de 25 ans), sur le CCI 4*L.
Elle est par ailleurs dresseuse et éleveuse de poney et chevaux au sein des écuries familiales. Enfin, elle y occupe aussi un poste de formatrice de jeunes cavaliers et cavalières.